# Alexéi Glushkov
Alexéi Yúrievich Glushkov –en ruso, Алексей Юрьевич Глушков– (Moscú, 9 de marzo de 1975) es un deportista ruso que compitió en lucha grecorromana.
Participó en los Juegos Olímpicos de Sídney 2000, obteniendo una medalla de bronce en la categoría de 69 kg. Ganó dos medallas en el Campeonato Mundial de Lucha, oro en 2003 y plata en 2001, y tres medallas de oro en el Campeonato Europeo de Lucha entre los años 1999 y 2003.

## Palmarés internacional
| Juegos Olímpicos   | Juegos Olímpicos               | Juegos Olímpicos  | Juegos Olímpicos |
| Año                | Lugar                          | Medalla           | Categoría        |
| ------------------ | ------------------------------ | ----------------- | ---------------- |
| 2000               | Sídney (Australia)             | Medalla de bronce | 69 kg            |
| Campeonato Mundial |                                |                   |                  |
| Año                | Lugar                          | Medalla           | Categoría        |
| 2001               | Patras (Grecia)                | Medalla de plata  | 69 kg            |
| 2003               | Créteil (Francia)              | Medalla de oro    | 74 kg            |
| Campeonato Europeo |                                |                   |                  |
| Año                | Lugar                          | Medalla           | Categoría        |
| 1999               | Sofía (Bulgaria)               | Medalla de oro    | 69 kg            |
| 2000               | Moscú (Rusia)                  | Medalla de oro    | 69 kg            |
| 2003               | Belgrado (Serbia y Montenegro) | Medalla de oro    | 74 kg            |